# Yaya
Yaya ist ein männlicher und weiblicher Vorname.

## Herkunft und Bedeutung
Einerseits handelt es sich bei Yaya um eine indonesische und westafrikanische Variante des Namens Yahya.
In China ist Yaya, bzw. Ya ya oder Ya-ya ein geschlechtsneutraler Vorname unbekannter Bedeutung.

## Bekannte Namensträger

### Männlicher Vorname
- Alfa Yaya von Labé (1850–1912), westafrikanischer Herrscher im 19. Jahrhundert
- Yaya Ouattara (* 1971), burkinischer Sänger und Perkussionist
- Yaya Sanogo (* 1993), französischer Fußballspieler mit ivorischen Wurzeln
- Yaya Touré (* 1983), ivorischer Fußballspieler

### Künstlername (weiblich)
- Yaya DaCosta (* 1982), US-amerikanische Schauspielerin und Fotomodel

### Familienname
- Ismael Yaya (* 1965), tschadischer Leichtathlet
- Issa Yaya (* 1979), tschadischer Fußballschiedsrichterassistent
- Terap Adoum Yaya (* 1974), tschadischer Leichtathlet